# Noltea
Noltea africana
Genre
Espèce
Noltea est un genre monotypique de plantes à fleurs de la famille des Rhamnaceae. L'espèce unique, Noltea africana, est un petit arbre buissonnant d'environ 4 mètres, endémique du sud du Cap en Afrique du Sud, où il pousse au bord des rivières et dans des poches de forêt afromontane. Il a de petites fleurs blanches légèrement parfumées et lorsqu'elles grandissent, elles prennent la forme d'un saule, avec des branches légèrement pleureuses. Les feuilles sont longues et dentelées et les jeunes pousses sont de couleur violette.
Le feuillage peut être utilisé pour produire une mousse savonneuse pour le nettoyage, et cet arbre a également tendance à pousser près des lacs et des rivières,.